# Sant'Ippolito (Italia)
Sant'Ippolito è un comune italiano di 1 481 abitanti della provincia di Pesaro e Urbino nelle Marche.

## Storia
L’origine risale ai sec. VI-VII ad opera degli abitanti di Fossombrone. Fu possedimento nel sec. XV di Francesco Sforza, della Chiesa, di Sigismondo Malatesta e dei Montefeltro. Nel 1459 entrò a far parte del Ducato di Urbino seguendone poi le sorti.

### Simboli
Lo stemma e il gonfalone del comune sono stati concessi con decreto del presidente della Repubblica del 19 marzo 2003.
Il gonfalone municipale è costituito da un drappo di bianco.

## Monumenti e luoghi d'interesse
Conserva le mura medievali, il castello e la torre dell'Orologio, in ferro, con cella e cupolino a cipolla (sec. XVIII). 
Nei sec. XIV-XVIII, per la presenza di cave di pietra, vi fiorì l'attività di abili marmisti, scalpellini e scultori, dei cui manufatti cui restano testimonianze nella parrocchiale e nella frazione di Reforzate

## Società

### Evoluzione demografica
Abitanti censiti

### Etnie e minoranze straniere
Secondo i dati ISTAT al 1º gennaio 2021 la popolazione straniera residente era di 125 persone e rappresentava il 8,5% della popolazione residente. Invece le comunità straniere più numerose (con percentuale sul totale della popolazione straniera) erano:
1. Marocco, 34 (27,20%)
2. Senegal, 20 (16%)
3. Romania, 13 (10,40%)
4. Albania, 11 (8,80%)

## Cultura

### Scuole
Nel comune vi sono un asilo nido (in costruzione), una scuola dell'infanzia (nella frazione di Pian di Rose) ed una primaria dell'Istituto Comprensivo "Fratelli Mercantini" di Fossombrone.

## Economia

### Artigianato
Tra le attività economiche vi sono quelle artigianali, come la lavorazione del bambù, orientata agli articoli per arredamento.

## Amministrazione
| Periodo          | Periodo        | Primo cittadino     | Partito                                 | Carica  | Note   |
| ---------------- | -------------- | ------------------- | --------------------------------------- | ------- | ------ |
| 14 febbraio 1987 | 9 giugno 1990  | Fabio Londei        | Democrazia Cristiana                    | Sindaco | [ 12 ] |
| 9 giugno 1990    | 24 aprile 1995 | Giuliano Costantini | Indipendente Partito Comunista Italiano | Sindaco | [ 12 ] |
| 24 aprile 1995   | 14 giugno 1999 | Claudio Marini      | Centro-sinistra                         | Sindaco | [ 12 ] |
| 14 giugno 1999   | 13 giugno 2004 | Claudio Marini      | Democrazia e solidarietà                | Sindaco | [ 12 ] |
| 13 giugno 2004   | 8 giugno 2009  | Dimitri Tinti       | Democrazia Solidarietà                  | Sindaco | [ 12 ] |
| 8 giugno 2009    | 26 maggio 2014 | Dimitri Tinti       | Democrazia Solidarietà                  | Sindaco | [ 12 ] |
| 26 maggio 2014   | 27 maggio 2019 | Stefano Tomasetti   | Insieme per cambiare                    | Sindaco | [ 12 ] |
| 27 maggio 2019   | 10 giugno 2024 | Marco Marchetti     | Sant'Ippolito riparte                   | Sindaco | [ 12 ] |
| 10 giugno 2024   | in carica      | Marco Marchetti     | Uniti per Sant'Ippolito                 | Sindaco | [ 12 ] |

## Sport
La squadra di calcio del Piandirose milita in Seconda Categoria marchigiana.
È il paese di Giuseppe Ottaviani, commendatore della Repubblica per alti meriti sportivi, primo e unico atleta centenario al mondo a fare il salto triplo della categoria master (M100).